# Bephratelloides pomorum
Bephratelloides pomorum is een vliesvleugelig insect uit de familie Eurytomidae. De wetenschappelijke naam is voor het eerst geldig gepubliceerd in 1804 door Fabricius.